# X Factor 2025 (Danmark)
X Factor 2025 er den 18. sæson af talentkonkurrencen X Factor. Sæsonen bliver vist for syvende gang på TV 2. På finaledagen af den 17. sæson af X Factor blev det offentliggjort, at programmet ville vende tilbage med en sæson 18.
I maj 2024 blev det bekræftet, at Maria Fantino ville vende tilbage som vært. 
Den 29. august 2024 blev det afsløret, at Thomas Blachman, Oh Land og Simon Kvamm ville vende tilbage som dommere i X Factor 2025
Finalen bliver afholdt i Jyske Bank Arena i Odense den 4. april 2025.
Vinderen af X Factor 2025 blev den 21 årige Leslie Nguyen, som vandt med en klar sejr, med 61,98% af stemmerne over 9000 Håb, som fik 38,02% af stemmerne. Svend fik tredjepladsen efter han fik færrest stemmer i finalens første rundes afsteming. Dermed bliver Oh Land den vindende dommer for anden gang.
Den 6. marts 2025 åbnede tilmeldingen til X Factor 2026, sæson 19.

## Kunstnernes udvælgelsesproces

### 6 Chair Challenge
Den nye regel, "Call back", der blev indført i sæson 17 (2024), blev endnu engang benyttet til 6 Chair Challenge. Dette gav en dommer mulighed for at skifte en af sine egne deltagere ud med en deltager, som de andre dommere havde fravalgt.

De 36 udvalgte kunstnere til 6 Chair Challenge var:
De artister, der markeres med fed, gik videre til bootcamp.
Oh Lands deltagere:
- Under 23: Julian, Victoria, Samuel, Leslie
- Over 23: Esin, Sebastian, Isabella, Laura
- Grupperne: Pomimo, Fred & Sam, Viktor & Elias, Campisterne

Simon Kvamms deltagere:
- Under 23: Isak, Asta, Renon, Frede
- Over 23: Vilhelm, Pernille, Andreas, Thomas
- Grupperne: Superliga, Mulle & Villads, Soul Pieces, Kille & Jakob

Thomas Blachmans deltagere:
- Under 23: Maja, Svend, Emma, Tori
- Over 23: Gift Isabella, Kamilla, Julie, Patrice
- Grupperne: Aksel & Karl, Abdu & Junior, Emilie & Camilla, Marcus & Mathias

### Bootcamp
Bootcampen blev afholdt, efter de 36 deltagere i 6 Chair Challenge blev skåret ned til 18 deltagere i Bootcampen. Oh Lands bootcamp blev afholdt på Teater Møn i Borre på Møn, Simon Kvamms blev afholdt på Møns Klint Resort Ferielejligheder ved Huno Sø på Møn og Thomas Blachmans blev afholdt på Saftstationen i Damme i Askeby på Møn.
De 18 deltagere blev skåret ned til 9 finalister, som gik videre til liveshows.
Oh Lands deltagere:
- Under 23: Leslie
- Over 23: Laura
- Grupperne: Victor og Elias

Simon Kvamms deltagere:
- Under 23: Asta
- Over 23: Thomas
- Grupperne: 9000 Håb

Thomas Blachmans deltagere:
- Under 23: Svend
- Over 23: Julie
- Grupperne: Blomster Bror

## Finalister
– Vinder
     – Andenplads
     – Tredjeplads
     – Udstemt
| Mentor          | Solist under 23 | Solist over 23 | Grupper       |
| --------------- | --------------- | -------------- | ------------- |
| Oh Land         | Leslie          | Laura          | Darling       |
| Simon Kvamm     | Hva Så Asta     | Thomas Ove     | 9000 Håb      |
| Thomas Blachman | Svend           | Julie          | Blomster Bror |

## Liveshows

### Statistik
Farvekoder:
| - | Simon Kvamm som mentor     |
| - | Thomas Blachman som mentor |
| - | Oh Land som mentor         |

| – | Vinder                                                                            |
| – | Andenplads                                                                        |
| – | Deltageren var blandt de to med laveste stemmer, og skulle synge igen i farezonen |
| – | Deltageren blev råbt op som værende gået videre (vilkårlig rækkefølge)            |
| – | Deltageren fik færrest seerstemmer og blev som følge heraf stemt ud               |

|                           |                           | Uge 1             | Uge 2              | Uge 3                      | Uge 4                     | Uge 5               | Uge 6 | Uge 7 | Uge 7 |
| 1. runde                  | 2. runde                  | Uge 1             | Uge 2              | Uge 3                      | Uge 4                     | Uge 5               | Uge 6 | | |
| ------------------------- | ------------------------- | ----------------- | ------------------ | -------------------------- | ------------------------- | ------------------- | --- | --- | --- |
| 1                         | Leslie                    |                   |                    |                            |                           |                     | | 1. 43.21% | Vinder 61.98% |
| 2                         | 9000 Håb                  |                   |                    |                            |                           |                     | | 2. 29.26% | Andenplads 38,02% |
| 3                         | Svend                     |                   |                    |                            |                           |                     | | 3. 27.53% | Udstemt (Uge 7) |
| 4                         | Thomas Ove                |                   |                    |                            |                           |                     | 4. | Udstemt (Uge 6) | Udstemt (Uge 6) |
| 5                         | Darling                   |                   |                    |                            |                           |                     | Udstemt (Uge 5) | Udstemt (Uge 5) | Udstemt (Uge 5) |
| 6                         | Blomster Bror             |                   |                    |                            |                           | Udstemt (Uge 4)     | Udstemt (Uge 4) | Udstemt (Uge 4) | Udstemt (Uge 4) |
| 7                         | Hva Så Asta               |                   |                    |                            | Udstemt (Uge 3)           | Udstemt (Uge 3)     | Udstemt (Uge 3) | Udstemt (Uge 3) | Udstemt (Uge 3) |
| 8                         | Julie                     |                   |                    | Udstemt (Uge 2)            | Udstemt (Uge 2)           | Udstemt (Uge 2)     | Udstemt (Uge 2) | Udstemt (Uge 2) | Udstemt (Uge 2) |
| 9                         | Laura                     |                   | Udstemt (Uge 1)    | Udstemt (Uge 1)            | Udstemt (Uge 1)           | Udstemt (Uge 1)     | Udstemt (Uge 1) | Udstemt (Uge 1) | Udstemt (Uge 1) |
| Laveste stemmer           | Laveste stemmer           | Laura, Julie      | Julie, Darling     | Blomster Bror, Hva Så Asta | Blomster Bror, Darling    | Thomas Ove, Darling | Ingen dommerstemmer eller deltagere i farezone: Det er alene seernes stemmer der afgør, hvem der bliver elimineret, og hvem der i sidste ende vinder. | Ingen dommerstemmer eller deltagere i farezone: Det er alene seernes stemmer der afgør, hvem der bliver elimineret, og hvem der i sidste ende vinder. | Ingen dommerstemmer eller deltagere i farezone: Det er alene seernes stemmer der afgør, hvem der bliver elimineret, og hvem der i sidste ende vinder. |
| Simon Kvamm stemte ud     | Simon Kvamm stemte ud     | Laura             | Julie              | Blomster Bror              | Blomster Bror             | Darling             | Ingen dommerstemmer eller deltagere i farezone: Det er alene seernes stemmer der afgør, hvem der bliver elimineret, og hvem der i sidste ende vinder. | Ingen dommerstemmer eller deltagere i farezone: Det er alene seernes stemmer der afgør, hvem der bliver elimineret, og hvem der i sidste ende vinder. | Ingen dommerstemmer eller deltagere i farezone: Det er alene seernes stemmer der afgør, hvem der bliver elimineret, og hvem der i sidste ende vinder. |
| Oh Land stemte ud         | Oh Land stemte ud         | Julie             | Julie              | Hva Så Asta                | Blomster Bror             | Thomas Ove          | Ingen dommerstemmer eller deltagere i farezone: Det er alene seernes stemmer der afgør, hvem der bliver elimineret, og hvem der i sidste ende vinder. | Ingen dommerstemmer eller deltagere i farezone: Det er alene seernes stemmer der afgør, hvem der bliver elimineret, og hvem der i sidste ende vinder. | Ingen dommerstemmer eller deltagere i farezone: Det er alene seernes stemmer der afgør, hvem der bliver elimineret, og hvem der i sidste ende vinder. |
| Thomas Blachman stemte ud | Thomas Blachman stemte ud | Laura             | Darling            | Hva Så Asta                | Darling                   | Darling             | Ingen dommerstemmer eller deltagere i farezone: Det er alene seernes stemmer der afgør, hvem der bliver elimineret, og hvem der i sidste ende vinder. | Ingen dommerstemmer eller deltagere i farezone: Det er alene seernes stemmer der afgør, hvem der bliver elimineret, og hvem der i sidste ende vinder. | Ingen dommerstemmer eller deltagere i farezone: Det er alene seernes stemmer der afgør, hvem der bliver elimineret, og hvem der i sidste ende vinder. |
| Udstemt                   | Udstemt                   | Laura Niendeplads | Julie Ottendeplads | Hva Så Asta Syvendeplads   | Blomster Bror Sjetteplads | Darling Femteplads  | Thomas Ove Fjerdeplads | Svend Tredjeplads | 9000 Håb Andenplads |
| Udstemt                   | Udstemt                   | Laura Niendeplads | Julie Ottendeplads | Hva Så Asta Syvendeplads   | Blomster Bror Sjetteplads | Darling Femteplads  | Thomas Ove Fjerdeplads | Svend Tredjeplads | Leslie Vinder |
| Kilde                     |                           |                   |                    |                            |                           |                     | | | |

### Live shows

#### Uge 1 (21. februar)
- Tema: Signatursang

| 1          | Laura         | "De her timer" (Lamin)                     | I farezonen  |              |              |
| 2          | Svend         | "Ingen vej udenom" (Statisk)               | Stemt videre |              |              |
| 3          | 9000 Håb      | "Be Babalula" (tv·2)                       | Stemt videre |              |              |
| 4          | Leslie        | "Benhård" (Yör)                            | Stemt videre |              |              |
| 5          | Julie         | "Shotgun for dig" (Bisse)                  | I farezonen  |              |              |
| 6          | Hva Så Asta   | "Udenfor sæsonen" (Johnny Madsen)          | Stemt videre |              |              |
| 7          | Darling       | "Young Folks" (Peter Bjorn and John)       | Stemt videre |              |              |
| 8          | Thomas Ove    | "Vores forhandling" (Karoline Funder)      | Stemt videre |              |              |
| 9          | Blomster Bror | "Det er Knud som er død" (The Minds of 99) | Stemt videre |              |              |
| Sangdyst   |               |                                            |              |              |              |
| Rækkefølge | Artist        | Sang (original kunstner)                   | Resultat     | Resultat     | Resultat     |
| 1          | Laura         | "Dagdrømmeri’" (Kedde)                     | Stemt ud     | Stemt ud     | Stemt ud     |
| 2          | Julie         | "Back & Forth" (Becky Hill)                | Stemt videre | Stemt videre | Stemt videre |

Dommerne stemte ud:
- Blachman: Laura
- Oh Land:  Julie
- Simon Kvamm: Laura

#### Uge 2 (28. februar)
- Tema: De seneste års top 10 hits

| 1          | Thomas Ove    | “Elsker dig så meget” (Blæst)      | Stemt videre |              |              |
| 2          | Blomster Bror | “Tag mig som jeg er” (Kalaset)     | Stemt videre |              |              |
| 3          | Leslie        | “Mellem mor og far” (Ida Laurberg) | Stemt videre |              |              |
| 4          | Julie         | “Lunch” (Billie Eilish)            | I farezonen  |              |              |
| 5          | Darling       | “Too Sweet” (Hozier)               | I farezonen  |              |              |
| 6          | Hva Så Asta   | “Andre venner” (Pil)               | Stemt videre |              |              |
| 7          | Svend         | “En sammen” (D1MA)                 | Stemt videre |              |              |
| 8          | 9000 Håb      | “Uden dig” (Ukendt Kunstner)       | Stemt videre |              |              |
| Sangdyst   |               |                                    |              |              |              |
| Rækkefølge | Artist        | Sang (original kunstner)           | Resultat     | Resultat     | Resultat     |
| 1          | Julie         | "Read all about it" (Emeli Sandé)  | Stemt ud     | Stemt ud     | Stemt ud     |
| 2          | Darling       | "Aarstiderne" (Hans Philip)        | Stemt videre | Stemt videre | Stemt videre |

Dommerne stemte ud:
- Blachman: Darling
- Oh Land: Julie
- Simon Kvamm: Julie

#### Uge 3 (7. marts)
- Tema: Sange fra 90'erne

| 1          | Hva Så Asta   | “Jeg hader Susanne” (Souvenirs)                                        | I farezonen  |              |              |
| 2          | Leslie        | “What´s Up” (4 Non Blondes)                                            | Stemt videre |              |              |
| 3          | Blomster Bror | “Leningrad” (Kim Larsen & Bellami)                                     | I farezonen  |              |              |
| 4          | 9000 Håb      | “En nat bliver det sommer” (Love Shop)                                 | Stemt videre |              |              |
| 5          | Svend         | “Det sir´ sig selv” (C. V. Jørgensen)                                  | Stemt videre |              |              |
| 6          | Thomas Ove    | “Jeg vil la´ lyset brænde” (Ray Dee Ohh)                               | Stemt videre |              |              |
| 7          | Darling       | “Girls & Boys” (Blur)                                                  | Stemt videre |              |              |
| Sangdyst   |               |                                                                        |              |              |              |
| Rækkefølge | Artist        | Sang (original kunstner)                                               | Resultat     | Resultat     | Resultat     |
| 1          | Hva Så Asta   | "Ualmindelig almindelig" (Hva Så Asta)                                 | Stemt ud     | Stemt ud     | Stemt ud     |
| 2          | Blomster Bror | "Du er så smuk med havet som baggrund" (Dario Campeotto & Peter Belli) | Stemt videre | Stemt videre | Stemt videre |

Dommerne stemte ud:
- Blachman: Hva Så Asta
- Oh Land: Hva Så Asta
- Simon Kvamm: Blomster Bror

#### Uge 4 (14. marts)
- Tema: København

| 1          | Svend         | “Bor her” (Raske Penge)                         | Stemt videre |              |              |
| 2          | Darling       | “Østerbro svømmehal" (Kim Larsen)               | I farezonen  |              |              |
| 3          | Thomas Ove    | “Forelsket i København” (Bent Fabricius Bjerre) | Stemt videre |              |              |
| 4          | Blomster Bror | “Valby bakke” (Peter Sommer)                    | I farezonen  |              |              |
| 5          | 9000 Håb      | “København” (Ulige Numre)                       | Stemt videre |              |              |
| 6          | Leslie        | “Mucki Bar" (Tobias Rahim)                      | Stemt videre |              |              |
| Sangdyst   |               |                                                 |              |              |              |
| Rækkefølge | Artist        | Sang (original kunstner)                        | Resultat     | Resultat     | Resultat     |
| 1          | Darling       | "End of beginning" (Joe Keery)                  | Stemt videre | Stemt videre | Stemt videre |
| 2          | Blomster Bror | "Perfect" (Ed Sheeran)                          | Stemt ud     | Stemt ud     | Stemt ud     |

Dommerne stemte ud:
- Blachman:  Darling
- Oh Land:  Blomster Bror
- Simon Kvamm: Blomster Bror

#### Uge 5 (21. marts)
- Tema: Let's dance
- Gæsteoptræden: "Alt Det" (Thor Farlov og Noah Carter)

| 1          | Leslie     | “Giv mig alt” (Medina)                  | Stemt videre |              |              |
| 2          | 9000 Håb   | “Hjem fra fabrikken” (Andreas Odbjerg)  | Stemt videre |              |              |
| 3          | Svend      | “Kender du det?” (Søren Kragh-Jacobsen) | Stemt videre |              |              |
| 4          | Darling    | “Følsom dreng” (Blaue Blume)            | I farezonen  |              |              |
| 5          | Thomas Ove | “Midtnat i Europa” (Thomas Helmig)      | I farezonen  |              |              |
| Sangdyst   |            |                                         |              |              |              |
| Rækkefølge | Artist     | Sang (original kunstner)                | Resultat     | Resultat     | Resultat     |
| 1          | Darling    | "Indser" (Lord Siva)                    | Stemt ud     | Stemt ud     | Stemt ud     |
| 2          | Thomas Ove | "Aldrig helt nok" (Emma Sehested Høeg)  | Stemt videre | Stemt videre | Stemt videre |

Dommerne stemte ud:
- Blachman: Darling
- Oh Land: Thomas Ove
- Simon Kvamm: Darling

#### Uge 6 (28. marts)
- Tema: Mol og Dur
- Gæsteoptræden: "Livet" (Helene Frank)

| Rækkefølge | Artist     | Sang (original kunstner)                     | Rækkefølge | Sang (original kunstner)                        | Resultat     |
| ---------- | ---------- | -------------------------------------------- | ---------- | ----------------------------------------------- | ------------ |
| 1          | 9000 Håb   | “Det værste ved dig” (Ussel og Ida Laurberg) | 5          | “Vilde kaniner” (Gnags)                         | Stemt videre |
| 2          | Leslie     | “Motion sickness” (Phoebe Bridgers)          | 6          | “The Scientist” (Coldplay)                      | Stemt videre |
| 3          | Thomas Ove | “Splittet til atomer“ (Kashmir)              | 7          | “Øde ø“ (Rasmus Seebach)                        | Stemt ud     |
| 4          | Svend      | “Forårsdag" (Anne Linnet)                    | 8          | “Det hele kan hele” (Mouritz/Hørslev Projektet) | Stemt videre |

Efter at Thomas Ove blev stemt ud, sang han sin egen sang "Hjælp mig ud", hvilket var en premiere på sangen.

#### Uge 7 (4. april)
- Tema: Dommervalg, duet & vindersang
- Gæsteoptræden: "HVDOL" og Kun Os" (Lamin)
- Gruppeoptræden:

| Rækkefølge | Artist   | Sang (original kunstner) - Dommervalg | Rækkefølge | Sang (original kunstner) - Duet                              | Speciel Guest   | Stemmeprocent | Plads i liveshow | Rækkefølge | Vindersang                   | Stemmeprocent | Resultat    |
| ---------- | -------- | ------------------------------------- | ---------- | ------------------------------------------------------------ | --------------- | ------------- | ---------------- | ---------- | ---------------------------- | ------------- | ----------- |
| 1          | Leslie   | “Fast Car” (Tracy Chapman)            | 4          | “Et sted hvor vi de første” & “Smelter under månen” (Aphaca) | Aphaca          | 43,21         | 1                | 8          | "Kig op" (Leslie)            | 61,98         | Vinder      |
| 2          | 9000 Håb | “Igen og igen &” (Nephew)             | 6          | “Ik gå så langt” & “Telefonperson” (Zar Paulo)               | Zar Paulo       | 29,26         | 2                | 7          | "Vi har det godt" (9000 Håb) | 38,02         | Andenplads  |
| 3          | Svend    | “Væbnet hjerte” (Barselona)           | 5          | “Surprise Party” & “Benny” (Andreas Odbjerg)                 | Andreas Odbjerg | 27,53         | 3                |            |                              |               | Tredjeplads |

Efter at Svend blev stemt ud, sang han sin egen sang "Vågn op", hvilket var en premiere på sangen.